# SN 1914A
SN 1914A是M100中一颗距离我们5250万光年的超新星，它位于后发座的一个旋涡星系中。